# Santa Teresinha (Janaúba)
Santa Teresinha é um bairro da cidade de Janaúba, localizado na Região Norte da cidade.